# Пливање на Летњим олимпијским играма 2024 — 100 м прсно за мушкарце
Трке на 100 метара прсним стилом за мушкарце на Летњим олимпијским играма 2024. одржале су се 27. јуна (квалификације и полуфинале) и 28. јула (финале) на базену Дефанс арене у Паризу. Трка на 100 метара прсним стилом је по 15. пут била део званичног олимпијског програма од њеног званичног дебија на ЛОИ 1968. године. 
За трке у овој дисциплини било је пријављено 36 такмичара из 28 земаља. Титулу олимписјког победника освојио је Италијан Николо Мартиненги, док су сребрну медаљу са идентичним резултатом поделили Адам Пити из Велике Британије и Ник Финк из Сједињених Држава. 

## Освајачи медаља
|                         | Резултат |                                | Резултат |               | Резултат      |
|                         |          |                                |          |               |               |
| Николо Мартиненги (ITA) | 59.03    | Адам Пити (GBR) Ник Финк (USA) | 59.05    | Није додељена | Није додељена |

## Званични рекорди
Пре почетка такмичења, званични рекорди у овој дисциплини су били следећи:
|                      | Име            | Резултат | Место                   | Датум           |
| -------------------- | -------------- | -------- | ----------------------- | --------------- |
| Светски рекорд СР    | Адам Пити (ВБ) | 56.88    | Квангџу (Јужна Кореја)  | 21. јул 2019.   |
| Олимпијски рекорд ОР | Адам Пити (ВБ) | 57.13    | Рио де Жанеиро (Бразил) | 7. август 2016. |

## Квалификационе норме
Квалификациона норма за учешће у овој дисциплини износила је 59.49 и сви пливачи који су испливали трку у том времену на неком од званичних такмичења у периоду између 1. марта 2023. и 23. јуна 2024, стекли су право да учествују на Ирама у Паризу. У случају да довољан број пливача нема испливану квалификациону норму, следећи параметар је било селекционо време од 59.79 секунди. Свака од земаља је имала право да учествује са по максимално два такмичара по дисциплини, под условом да оба такмичара имају испливану квалификациону норму. Одређен број учесничких квота је попуњен на основу специјалних позивница земљама које немају квалификованих спортиста у пливању.

## Резултати квалификација
Квалификационе трке у дисциплини 100 метара прсно за мушкарце су пливане 27. јуна у јутарњем делу програма, са почетком од 11.30 часова по локалном времену (UTC+2). У квалификацијама је учествовало 36 пливача из 28 земаља, пливало се у 5 квалификационих група, а директан пласман у полуфинале остварило је 16 пливача са најбољим резултатима.
| Пласман | Трка | Стаза | Пливач               | НОК                        | Резултат | Нап. |
| ------- | ---- | ----- | -------------------- | -------------------------- | -------- | ---- |
| 1.      | 3    | 6     | Каспар Корбеау       | Холандија                  | 59.04    | КВ   |
| 2.      | 4    | 4     | Адам Пити            | Уједињено Краљевство       | 59.18    | КВ   |
| 3.      | 4    | 7     | Иља Шиманович        | Неутрални спортисти        | 59.25    | КВ   |
| 4.      | 4    | 5     | Николо Мартиненги    | Италија                    | 59.39    | КВ   |
| 4.      | 5    | 5     | Арно Каминга         | Холандија                  | 59.39    | КВ   |
| 6.      | 4    | 1     | Џејмс Вилби          | Уједињено Краљевство       | 59.40    | КВ   |
| 7.      | 5    | 6     | Мелвин Имоуду        | Немачка                    | 59.49    | КВ   |
| 8.      | 4    | 3     | Лукас Мацерат        | Немачка                    | 59.52    | КВ   |
| 9.      | 5    | 4     | Чин Хајанг           | Кина                       | 59.58    | КВ   |
| 10.     | 3    | 4     | Ник Финк             | Сједињене Америчке Државе  | 59.66    | КВ   |
| 11.     | 4    | 8     | Бернхард Рајцхамер   | Аустрија                   | 59.68    | КВ   |
| 12.     | 3    | 1     | Џошуа Јонг           | Аустралија                 | 59.75    | КВ   |
| 13.     | 3    | 5     | Јевгениј Сомов       | Неутрални спортисти        | 59.83    | КВ   |
| 14.     | 4    | 6     | Чарли Свонсон        | Сједињене Америчке Државе  | 59.92    | КВ   |
| 15.     | 3    | 2     | Лудовико Виберти     | Италија                    | 59.93    | КВ   |
| 16.     | 3    | 8     | Рон Полонски         | Израел                     | 1:00.00  | КВ   |
| 17.     | 5    | 3     | Суен Ђађуен          | Кина                       | 1:00.11  |      |
| 18.     | 5    | 7     | Чој Донгјеол         | Јужна Кореја               | 1:00.17  |      |
| 19.     | 3    | 7     | Таку Танигучи        | Јапан                      | 1:00.20  |      |
| 20.     | 4    | 2     | Андријус Шидлаускас  | Литванија                  | 1:00.29  |      |
| 21.     | 5    | 2     | Беркај Омер Огретир  | Турска                     | 1:00.36  |      |
| 22.     | 5    | 8     | Јан Калусовски       | Пољска                     | 1:00.40  |      |
| 23.     | 5    | 1     | Денис Петрашов       | Киргистан                  | 1:00.42  |      |
| 24.     | 3    | 3     | Сем Вилијамсон       | Аустралија                 | 1:00.50  |      |
| 25.     | 2    | 5     | Антон Маки           | Исланд                     | 1:00.62  |      |
| 26.     | 2    | 6     | Џејдон Вилиз         | Антигва и Барбуда          | 1:02.70  |      |
| 27.     | 2    | 2     | Адријан Робинсон     | Боцвана                    | 1:02.79  |      |
| 28.     | 2    | 3     | Александар Гранпјер  | Хаити                      | 1:02.85  |      |
| 29.     | 2    | 1     | Таси Лимтијако       | Савезне Државе Микронезије | 1:04.14  |      |
| 30.     | 2    | 8     | Абдулазиз ел Обаидли | Катар                      | 1:04.31  |      |
| 31.     | 1    | 4     | Стивен Инсиксиенмеј  | Лаос                       | 1:04.64  |      |
| 32.     | 1    | 3     | Метју Лоренс         | Мозамбик                   | 1:04.95  |      |
| 33.     | 2    | 7     | Жонатан Рарвел       | Мадагаскар                 | 1:05.20  |      |
| 34.     | 1    | 5     | Мајка Масеј          | Америчка Самоа             | 1:05.95  |      |
| 35.     | 1    | 6     | Чад Нинг             | Есватини                   | 1:09.85  |      |
| 36      | 2    | 4     | Мигел де Лара        | Мексико                    | ДСК      |      |

## Резултати полуфинала
Полуфиналне трке су пливане 27. јула у вечерњем делу програма, са почетком од 21.12 по локалном времену. У финале се пласирало 8 пливача са најбољим резултатима. 
| Пласман | Трка | Стаза | Пливач             | НОК                       | Резултат | Нап. |
| ------- | ---- | ----- | ------------------ | ------------------------- | -------- | ---- |
| 1.      | 1    | 4     | Адам Пити          | Уједињено Краљевство      | 58.86    | КВ   |
| 2.      | 2    | 2     | Ћин Хајанг         | Кина                      | 58.93    | КВ   |
| 3.      | 2    | 3     | Арно Каминга       | Холандија                 | 59.12    | КВ   |
| 4.      | 1    | 2     | Ник Финк           | Сједињене Америчке Државе | 59.16    | КВ   |
| 5.      | 2    | 4     | Каспар Корбеау     | Холандија                 | 59.24    | КВ   |
| 6.      | 1    | 5     | Николо Мартиненги  | Италија                   | 59.28    | КВ   |
| 7.      | 1    | 6     | Лукас Мацерат      | Немачка                   | 59.31    | КВ   |
| 8.      | 2    | 6     | Мелвин Имоуду      | Немачка                   | 59.38    | РСП  |
| 8.      | 2    | 8     | Лудовико Виберти   | Италија                   | 59.38    | РСП  |
| 10.     | 2    | 5     | Иља Шиманович      | Неутрални спортисти       | 59.45    |      |
| 11.     | 1    | 3     | Џејмс Вилби        | Уједињено Краљевство      | 59.49    |      |
| 12.     | 1    | 7     | Џошуа Јонг         | Аустралија                | 59.64    |      |
| 13.     | 2    | 1     | Јевгениј Сомов     | Неутрални спортисти       | 1:00.00  |      |
| 14.     | 1    | 1     | Чарли Свонсон      | Сједињене Америчке Државе | 1:00.16  |      |
| 15.     | 2    | 7     | Бернхард Рајцхамер | Аустрија                  | 1:00.18  |      |
| 16.     | 1    | 8     | Рон Полонски       | Израел                    | 1:00.37  |      |

Распливавање за финале
Пошто су Имоуду и Виберти у полуфиналу поделили осмо место са идентичним временом, пливали су додатну трку за директну позицију у финалу. Трка је пливана као последња у другом такмичарском дану пливачких такмичења, са почетком од 22.24 часова по локалном времену.
| Пласман | Стаза | Пливач           | НОК     | Резултат | Нап. |
| ------- | ----- | ---------------- | ------- | -------- | ---- |
| 1       | 4     | Мелвин Имоуду    | Немачка | 59.69    | КВ   |
| 2       | 5     | Лудовико Виберти | Италија | 59.90    |      |

## Резултати финала
Финална трка је пливана 28. јула у вечерњем делу програма, са почетком од 21.24 часова по локалном времену.
| Rank | Lane | Swimmer           | Nation                    | Time  | Notes |
| ---- | ---- | ----------------- | ------------------------- | ----- | ----- |
|      | 7    | Николо Мартиненги | Италија                   | 59.03 |       |
| 2    | 4    | Адам Пити         | Уједињено Краљевство      | 59.05 |       |
| 2    | 6    | Ник Финк          | Сједињене Америчке Државе | 59.05 |       |
| 4.   | 8    | Мелвин Имоуду     | Немачка                   | 59.11 |       |
| 5.   | 1    | Лукас Мацерат     | Немачка                   | 59.30 |       |
| 6.   | 3    | Арно Каминга      | Холандија                 | 59.32 |       |
| 7.   | 5    | Ћин Хајанг        | Кина                      | 59.50 |       |
| 8.   | 2    | Каспар Корбеау    | Холандија                 | 59.98 |       |